# Our Sound 2010
2011
Our Sound 2010 devait être la première édition du concours musical Our Sound, basé sur la version européenne. 
14 pays devaient prendre part au concours, le pays organisateur étant l'Inde avec la ville de Mumbai. Il aurait dû avoir lieu les 26 et 28 novembre 2010

## Participants
- Pays participants

Pays participants

Les 14 pays suivants avaient été confirmés pour le premier Concours :
- Australie
- Bangladesh
- Cambodge
- Chine
- Corée du Sud
- Hong Kong
- Inde
- Indonésie
- Malaisie
- Philippines
- Singapour
- Taïwan
- Thaïlande
- Viêt Nam